# 田中泰助
田中 泰助（たなか　たいすけ）は、日本の官僚。東京大学卒業。大蔵省大臣官房審議官（大臣官房担当）を務めた。

## 来歴
- 千葉県出身。
- 千葉県立佐倉第一高等学校(現在の千葉県立佐倉高等学校)卒業。
- 東京大学卒業
- 1957年に大蔵省に入省。
- 山形県の酒田税務署長、大臣官房参事官、造幣局東京支局長、北海道財務局長などを歴任。
- 1983年から大臣官房審議官（大臣官房担当）を務めた。
- 退官から約30年後瑞宝中綬章受章。